# VR Tve4
Die Baureihe Tve4 sind von Valmet hergestellte dieselhydraulische Lokomotiven, die hauptsächlich für leichte Rangierarbeiten bestimmt sind. 40 Exemplare wurden zwischen 1978 und 1983 für die finnische Staatsbahngesellschaft Valtionrautatiet (VR) gebaut. Sie erhielten die Nummern 501–540.

## Geschichte
Die Herstellerbezeichnung dieser Lokomotiven lautet Move250B (Move = moottoriveturi – Motorlokomotive). Ähnliche Lokomotiven wurden an das Sägewerk Seiku in Pori und mit einer Spurweite von 1435 Millimetern an Storstockholms Lokaltrafik geliefert, wo sie als Z66 16 im Betriebshof Neglinge bei der Saltsjöbana im Einsatz ist.
Die Lokomotive eignete sich für Rangierarbeiten und aufgrund der hohen Höchstgeschwindigkeit auch für Fahrten auf der Strecke. Ihr geringes Reibungsgewicht verursacht jedoch Probleme beim Anfahren und Bremsen sowie bei Schnee und bei Laub.

## VR Tka8
25 Lokomotiven wurden in den Werkstätten Kuopio und Pieksämäki in Bahndienstfahrzeuge umgebaut, die für Gleiswartungsarbeiten bestimmt sind. Dies waren die Lokomotive Tve4 501, 503, 505, 517–528 und 530–540. Sie erhielten die Baureihenbezeichnung Tka8. Bei den Umbauarbeiten wurden sie unter anderem mit dem finnischen Zugbeeinflussungssystem JKV-STM ausgerüstet und erhielten einen Kran.

## Verbleib
Nach dem Umbau der 25 Exemplare wurden die restlichen Lokomotiven teilweise ausgemustert oder verkauft. Einige Lokomotiven werden noch gelegentlich in Turku und Kouvola eingesetzt.
| Tve4 | Bemerkungen |
| ---- | --- |
| 501  | 2003 ausgemustert |
| 502  | 2010 abgestellt |
| 504  | 98 10 8008 504-7, Februar 2008 – Verkauf an Ovako Wire Oy Ab 2014 – Verkauf an Teräspyörä Oy, 2015 – vermietet an Destia Rail Oy 2021 – vermietet an Prorata Oy |
| 505  | 2006 ausgemustert |
| 506  | Depot Kouvola |
| 507  | |
| 508  | 98 10 8008 508-8, VR Fleetcare, 2021 – vermietet an Destia Rail Oy                                                                                              |
| 509  | Depot Tampere |
| 510  | Depot Kouvola |
| 511  | Depot Turku (2008) |
| 512  | Depot Tampere |
| 513  | Depot Oulu |
| 514  | Depot Oulu |
| 515  | |
| 516  | |